# Симеон (Куцас)
Митрополи́т Симео́н (греч. Μητροπολίτης Συμεών, в миру Перикли́с Ку́цас греч. Περικλής Κούτσας; род. 1 сентября 1945, Птерунда, Лесбос, Греция) — епископ Элладской православной церкви, митрополит Неасмирнский (с 2002), духовный писатель.

## Биография
Родился 1 сентября 1945 года в Птерунде на острове Лесбос, в Греции.
С 1963 по 1967 год обучался в богословском институте Афинского университета (получил степень в 1968 году).
В 1973 году был рукоположен в сан диакона, а в 1975 году — в сан пресвитера и возведён в достоинство архимандрита митрополитом Идры и Спецеса Иерофеем. С 1973 года служил в митрополии Аттики, с 1974 года — в митрополии Идры и Спецеса, с 1979 года — в Неасмирнской митрополии.
В период с 1981 по 1984 год обучался в аспирантуре в Париже и Страсбурге в качестве стипендиата французского правительства. Специализировался в области патрологии и византийского богословия. Был удостоен степени доктора в Страсбургском университете.
11 октября 2002 года Священным синодом иерархии Элладской православной церкви (58 голосами) был избран для рукоположения в сан митрополита Неасмирнского (архимандрит Пантелеимон (Кафрептидис) — 11 голосов и архимандрит Макарий (Варлас) — 2 голоса). 12 октября в Благовещенском кафедральном соборе Афин был хиротонисан в архиерейский сан. 30 ноября 2002 года в кафедральном соборе Святой Фотинии в Неа-Смирни состоялся чин интронизации.